# 常州市第三人民医院
常州市第三人民医院，是中华人民共和国江苏省的一所医院，为三级医院，位于常州市兰陵路50号。

## 规模
常州市第三人民医院总床位510张，日门诊量205人次。